# BI-RADS
BI-RADS (абр. від англ. Breast Imaging-Reporting and Data System (Система звітності та даних візуалізації грудей)) — інструмент забезпечення якості, спочатку розробленого для використання з мамографією. Система є спільним зусиллям багатьох груп охорони здоров'я, але опублікована та зареєстрована марка Американського коледжу радіології (АКР).
Система розроблена для стандартизації звітності та використовується медичними працівниками для інформування пацієнтів про ризик розвитку раку молочної залози, особливо для пацієнтів із щільною тканиною молочної залози. Документ зосереджується на звітах пацієнтів, що використовують медичні працівники, а не на «звітах непрофесіоналів», які надаються пацієнтам.

## Опубліковані документи
BI-RADS публікується АКР у формі Атласу BI-RADS. Станом на  2013 Атлас розділений на три видання:
- Мамографія, п'яте видання
- Ультразвук, друге видання
- МРТ, друге видання

## Категорії оцінювання
Хоча BI-RADS є системою контролю якості, у повсякденному використанні термін BI-RADS відноситься до категорій оцінки мамографії. Це стандартизовані цифрові коди, які зазвичай призначає радіолог після інтерпретації мамографії. Це забезпечує стисле та однозначне розуміння запису для одного пацієнта між кількома лікарями та медичними закладами.
Категорії оцінки були розроблені для мамографії та пізніше адаптовані для використання з результатами МРТ та УЗД. Короткий опис кожної категорії, поданий нижче, майже ідентичний для всіх трьох модальностей.
Категорія 6 була додана в 4-му виданні BI-RADS.
Категорії оцінки BI-RADS:
- 0: Неповний
- 1: Негативний
- 2: Доброякісний
- 3: Ймовірно, доброякісний
- 4: Підозріло
- 5: Дуже вказує на злоякісність
- 6: Відома біопсія — доведена злоякісність

Неповна класифікація BI-RADS 0 гарантує спробу з'ясувати попереднє зображення для порівняння або зателефонувати пацієнту для отримання додаткових переглядів та/або високоякісних зображень. Класифікація BI-RADS 4 або 5 вимагає проведення біопсії для подальшої оцінки ураження.
Деякі експерти вважають, що єдина класифікація BI-RADS 4 недостатньо адекватно повідомляє про ризик раку лікарям і рекомендують схему підкласифікації:
- 4A: низька підозра на злоякісність, від > 2 % до ≤ 10 % ймовірності злоякісності
- 4B: проміжна підозра на злоякісність, від > 10 % до ≤ 50 % ймовірності злоякісності
- 4C: помірне занепокоєння, але не є класичним для злоякісних новоутворень, від > 50 % до < 95 % ймовірності злоякісних новоутворень

## Категорії складу грудей
Станом на 5-е видання BI-RADS:
- a. Груди майже повністю жирні
- b. Спостерігаються розрізнені ділянки фіброзно-гландулярної щільності
- в. Груди неоднорідно щільні, що може приховувати невеликі утворення
- d. Молочні залози надзвичайно щільні, що знижує чутливість мамографії

## Автоматизоване вилучення
Було розроблено автоматичні аналізатори для автоматичного визначення BI-RADS, категорій і складу грудей із текстових звітів мамографії.
Також доступний автоматичний синтаксичний аналізатор для визначення кінцевої категорії BI-RADS шляхом аналізу лише напівформатованого розділу знахідок текстового звіту мамографії.